# Lut Van der Eycken
Lut Van der Eycken is een Belgisch radiopresentatrice bij radiozender Klara.
Ze begon eind 1992 te werken bij Radio 3 als losse medewerkster.
Vanaf 2011 begon ze de Koningin Elisabethwedstrijd te verslaan, nadat dit jaren door Fred Brouwers was gedaan.
Ze presenteerde onder andere Bruggen en Wegen, de Grote Verzoeking en het avondprogramma Klara Live.
In 2021 ging ze met pensioen nadat ze haar laatste Koningin Elisabethwedstrijd versloeg.